# À torts et à raisons
À torts et à raisons (Taking sides en anglais) est une pièce de théâtre de Ronald Harwood créée en 1995 à Chichester (Angleterre) et en 1999 à Paris. 

## Thème
En 1946, le commandant américain Steve Arnold, agent d'assurance et amateur de Dixieland dans le privé, est chargé de conduire l'enquête en vue du procès en dénazification du prestigieux chef d'orchestre de la Philharmonie de Berlin, Wilhelm Furtwängler. 
Un dialogue de sourds s'engage entre les deux hommes que leur haute conception ou absence de conception de l'art opposent. 
Furtwängler est accusé de compromission avec le régime nazi et d'avoir servi la propagande de celui-ci, uniquement sur la base d'une poignée de main d'Adolf Hitler à l'issue d'un concert et parce qu'il est resté en Allemagne jusqu'à la fin de la guerre, refusant d'abandonner son orchestre et la musique aux mains des barbares. Tous les efforts du mæstro sont vains pour démontrer ses actions en faveur des musiciens juifs et pour tenter d'expliquer la nécessaire autonomie de l'art à l'américain qui ne voit chez le chef, dont il ne comprend pas le génie, que corruption.

## Création
Basée sur le récit de l'enquête par le chef allemand dans son journal, la pièce est créée au Minerva Theatre de Chichester en 1995 et portée au cinéma en 2001 sous le titre Taking Sides, le cas Furtwängler par István Szabó. 
Traduite par Dominique Hollier, la version française est mise en scène par Marcel Bluwal et créé au Théâtre Montparnasse en 1999 avec Michel Bouquet dans le rôle de Wilhelm Furtwängler et Claude Brasseur dans celui du commandant Steve Arnold. Le spectacle est nommé à onze reprises aux Molières 2000 ; seul Jacques Rouveyrollis est finalement récompensé par le Molière du créateur de lumières.

## Reprise
La pièce, saluée unanimement par la critique, est jouée en 2013 au théâtre Rive Gauche dans une mise-en-scène d'Odile Roire avec Jean-Pol Dubois dans le rôle de Furtwängler.
En février 2016, Michel Bouquet incarne à nouveau, à 90 ans, le chef allemand aux côtés de Francis Lombrail dans une mise en scène de Georges Werler au théâtre Hébertot.